# Ghiacciaio Stob
Il ghiacciaio Stob (in inglese Stob Glacier) è un ghiacciaio lungo 16 km e largo 13, situato sulla costa di Oscar II, nella parte orientale della Terra di Graham, in Antartide. In particolare, il ghiacciaio si trova alle pendici dell'altopiano di Bruce, a sud-ovest del ghiacciaio Chuchuliga, a est-sud-est del ghiacciaio Somers e a sud-sud-est del ghiacciaio Talbot, e da qui fluisce verso est fino ad unire il proprio flusso a quello del ghiacciaio Crane.

## Storia
Il ghiacciaio Stob è stato così battezzato dalla Commissione bulgara per i toponimi antartici in onore del villaggio di Stob, nella Bulgaria occidentale.